# Ivar Johnsson

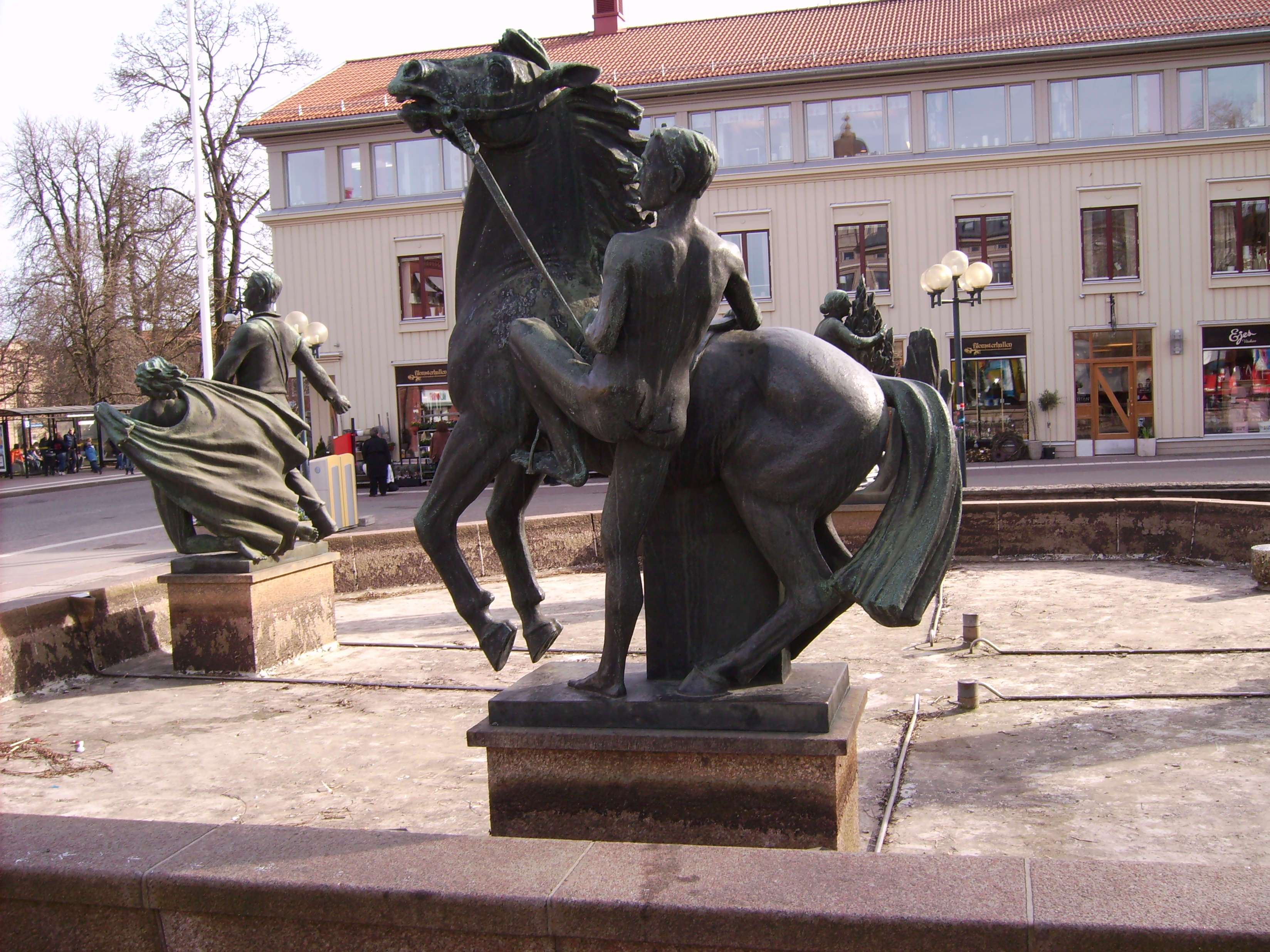
Fontein/sculptuur Livets brunn in Skövde

Ivar Viktor Johnsson (Vittskövle (Eslöv), 12 februari 1885 – Stockholm, 16 augustus 1970) was een Zweedse beeldhouwer, ontwerper en medailleur.

## Leven en werk
Ivar Johnsson bezocht vanaf 1902 de kunstschool van het cultuurhistorisch museum in Lund en van 1906 tot 1908 een technische opleiding in Stockholm. Van 1908 tot 1911 studeerde hij aan de Kungliga Konsthögskolan Mejan in Stockholm, gevolgd door studieverblijven in Parijs (1911-1912) en Italië en Denemarken (1913-1915). Van 1918 tot 1920 was hij aangesteld als docent aan de kunstacademie. Hij was vanaf 1920 een belangrijke representant van het classicisme in de Zweedse beeldhouwkunst. Hij werd bekend om zijn vele monumentale beeldhouwwerken en zijn werk in de openbare ruimte in vele steden in Zweden.
In 1945 ontving Johnsson de koninklijke onderscheiding Litteris et Artibus. In 1950 kreeg hij de Sergelpriset. Hij had van 1920 tot 1970 een atelier in de Heleneborg in het stadsdeel Södermalm van Stockholm.

## Werken (selectie)
- Fontein/sculptuur Joakim (1912), Konstnärsgården in Marielund (Uppsala)
- Vega monument (1930), Naturhistoriska riksmuseet in Stockholm
- Livets brunn, Hertig Johans Torg in Skövde
- Kvinna vid havet (1932), Marabouparken in Sundbyberg
- Sjömanshustrun of Kvinna vid havet (1932), Sjöfartsmuseet in Göteborg
- Mannen med islandströjan (1934), Västertorps Skulpturpark in Stockholm
- Dansande ungdom (1937), Observatorielunden in Stockholm
- 'Reliëfs (1939), Ostergötlands länsmuseum in Linköping
- Kungen rider Eriksgata, Marabouparken in Sundbyberg
- Tycho Brahe monument (1946), eiland Hven
- Prometheus (1954), Nyköping
- Fredsmonument (1955), gemeentehuis van Karlstad
- Pojke bestiger häst (1956), Tyska Stallplan in Stockholm
- Morgon (1962), Brantintorget in Stockholm

## Fotogalerij

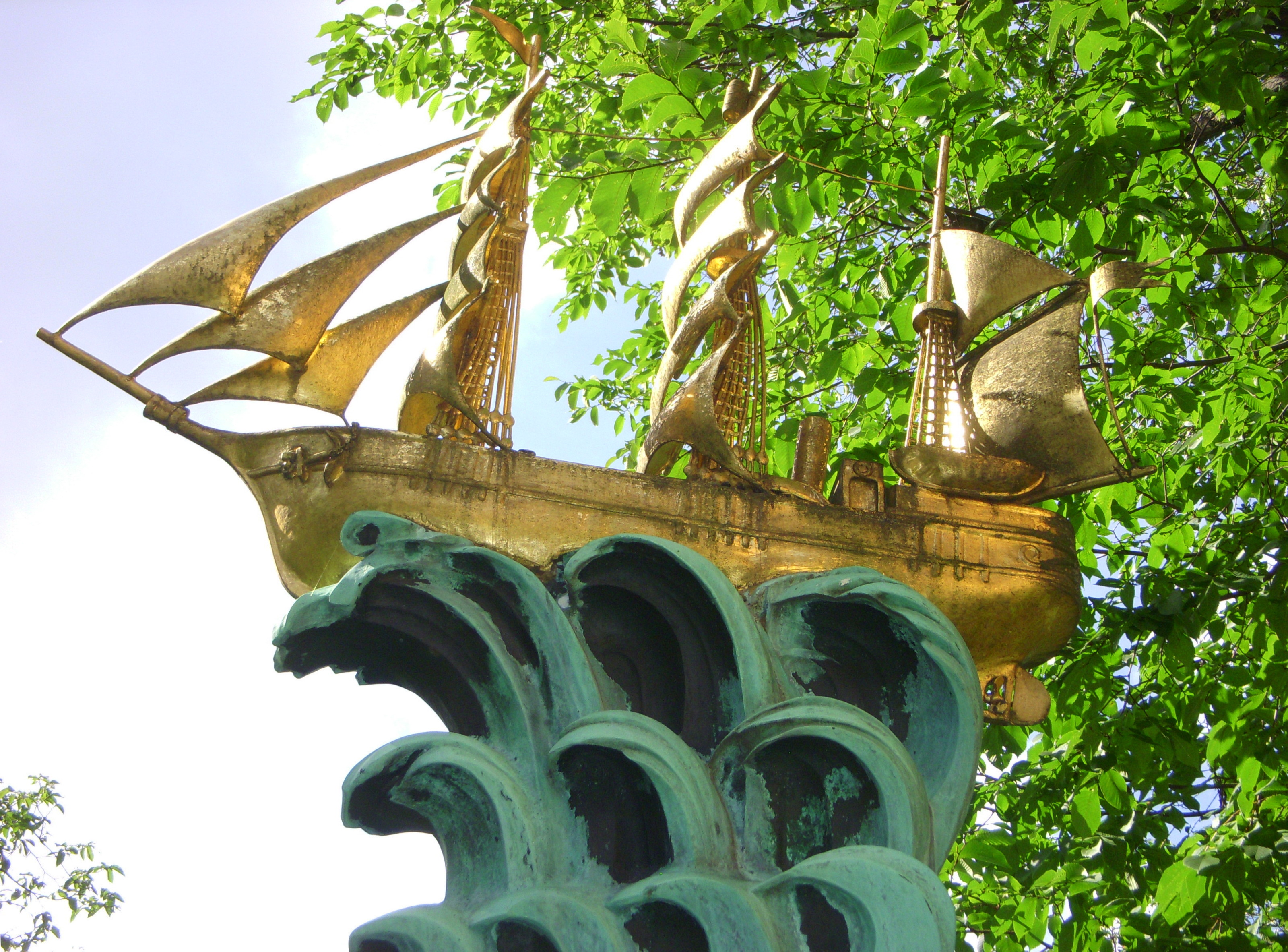
Vega monument (1930)
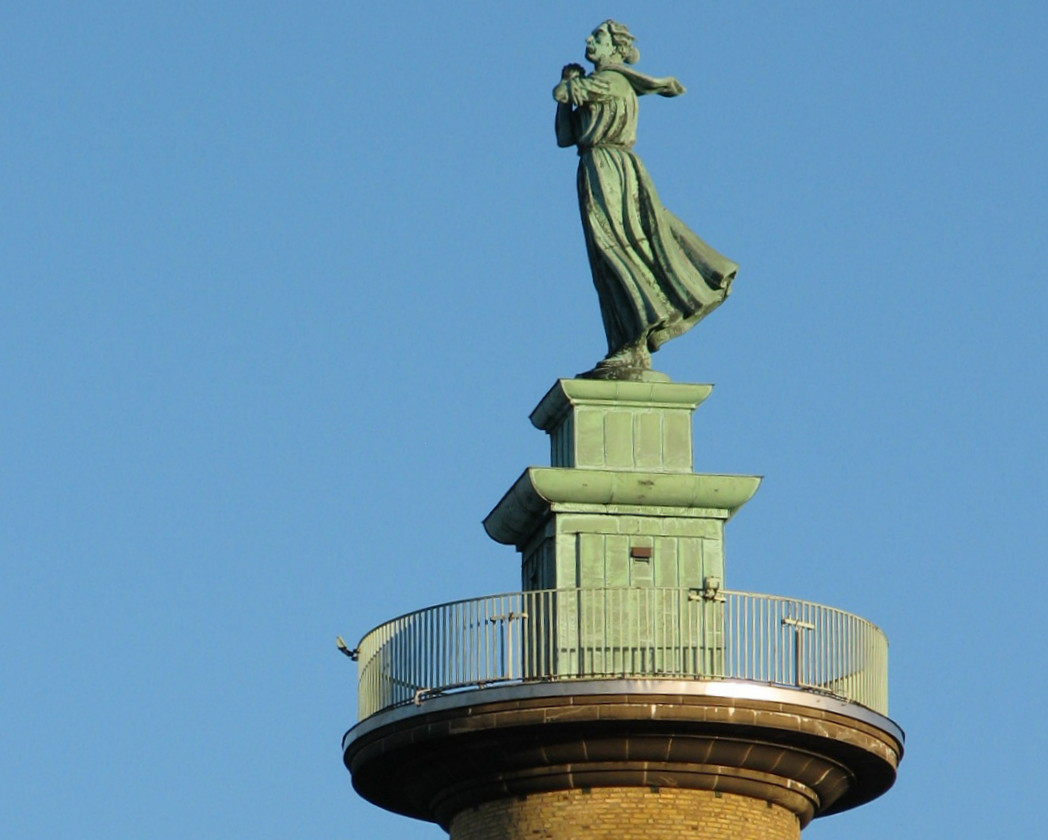
Sjömanshustrun (1932)
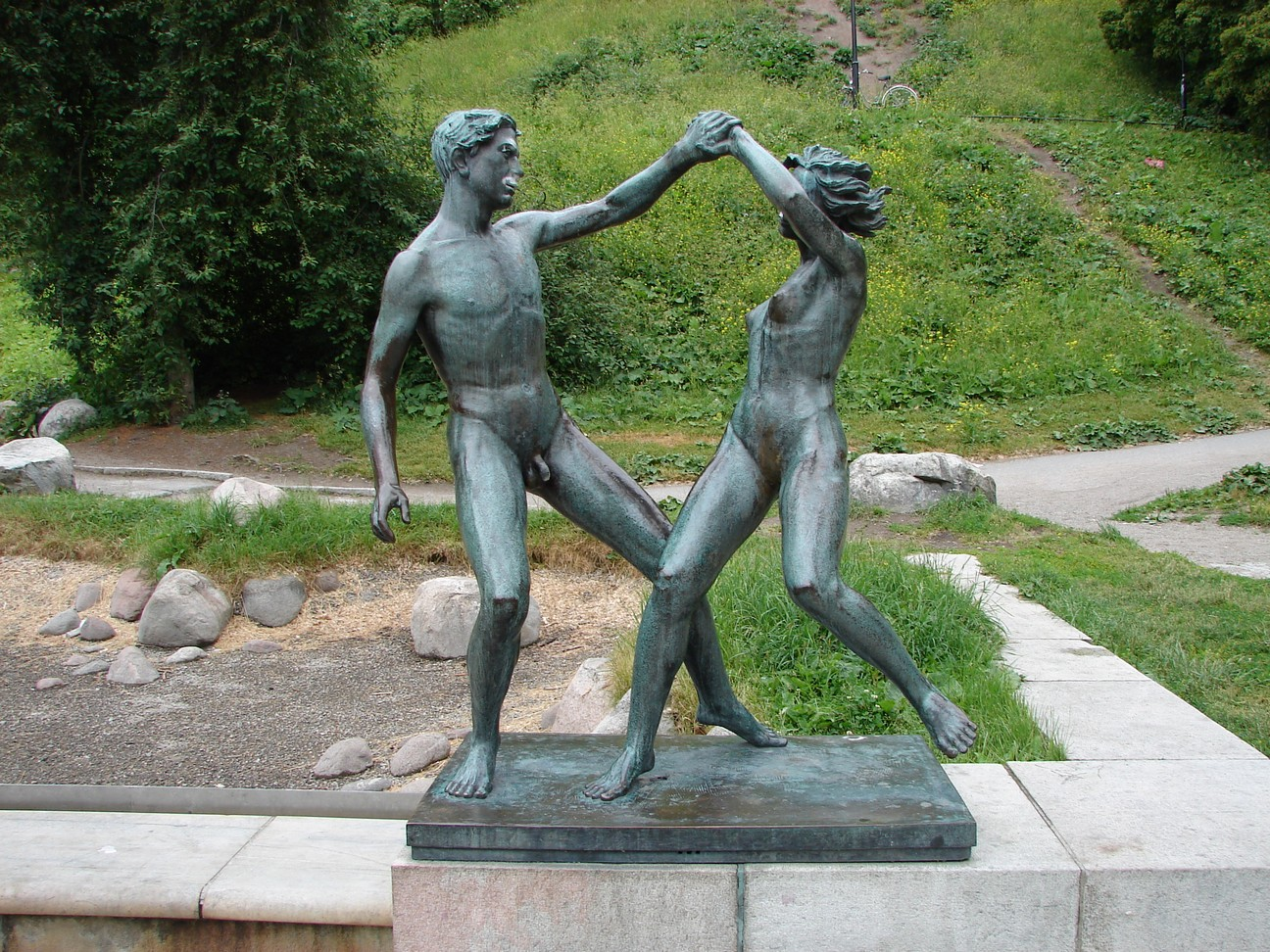
Dansande ungdom (1937)
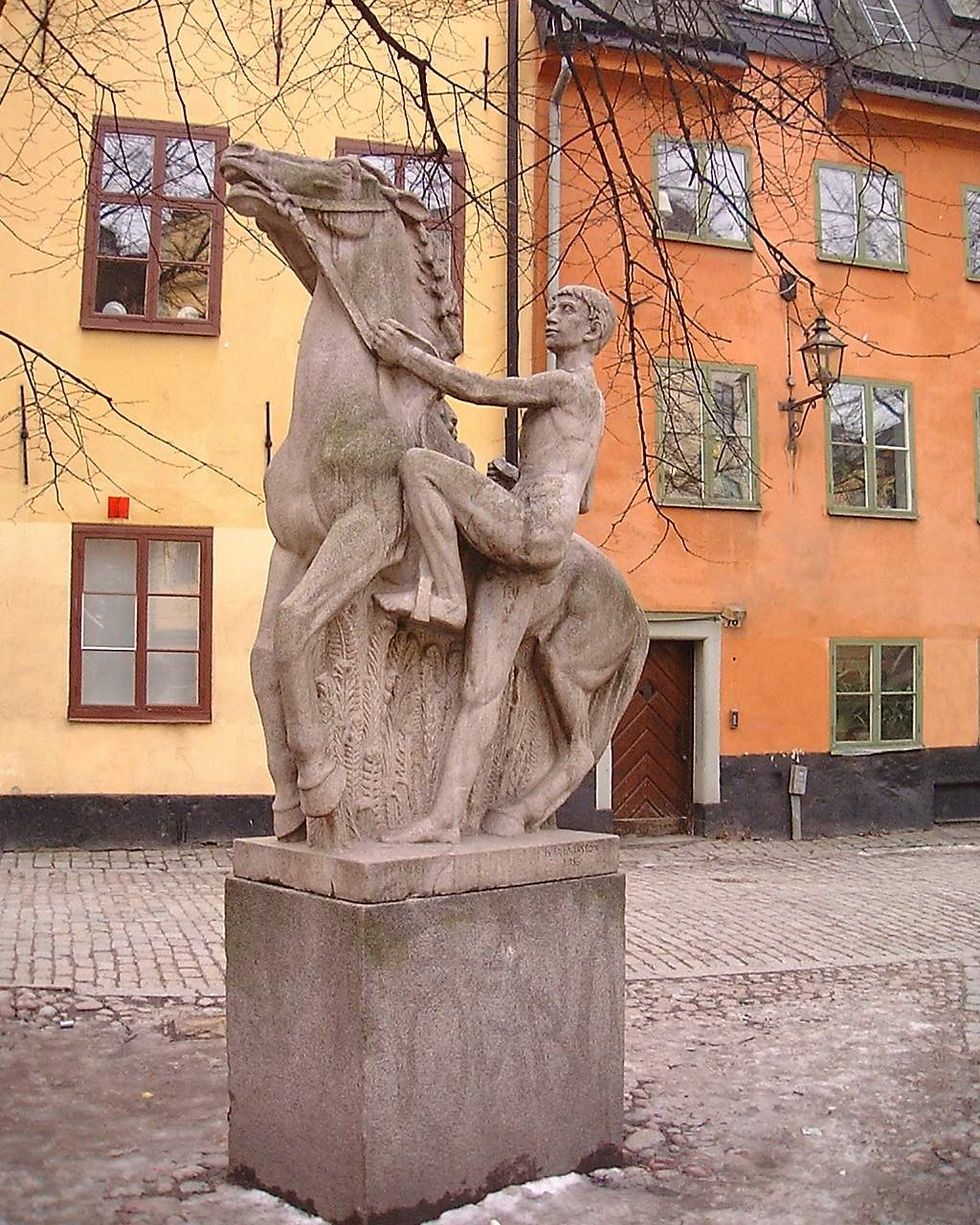
Pojke bestiger häst (1956)
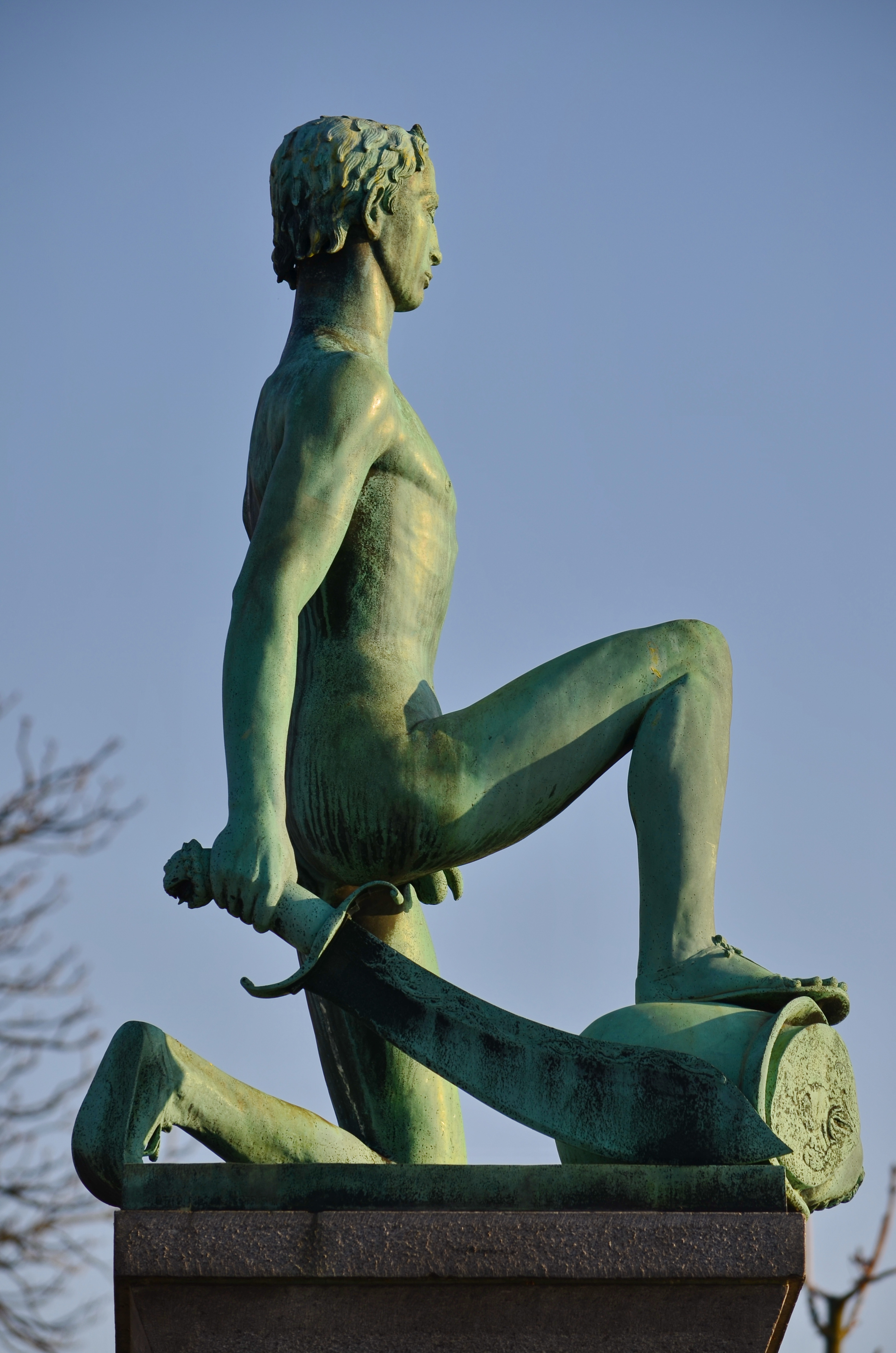
David (1921)

- Gemeinsame Normdatei: 1253119627
- KulturNav: 76ff912a-3ddc-4a68-a2bb-9ec6827c22e2
- LIBRIS: 191842
- Union List of Artist Names: 500194059
- Virtual International Authority File: 44270464